# Боротьба зі спокусами
«Боротьба зі спокусами» (англ. The Fighting Temptations) — американський музичний фільм 2003 року режисера Джонатана Лінна з Кубою Гудінгом і Бейонсе у головних ролях.

## Сюжет
Даррін Гілл, звільнений рекламний агент з Нью-Йорка, їде до свого рідного маленького містечка на півдні, щоб отримати спадок, який йому залишила його тітонька, але виявляє, що, для того щоб отримати кругленьку суму, йому треба очолити євагелістський хор і привести його до успіху на конкурсі. Це непросте завдання для Дарріна, але завдяки роботі з хором він знову об’єднує церковну громаду і поновлює стосунки із подругою дитинства Лілі.

## В ролях
| Актор                  | Роль                   |
| ---------------------- | ---------------------- |
| Куба Гудінг (молодший) | Даррін Гілл            |
| Бейонсе                | Лілі                   |
| Венделл Пірс           | Преподобний Пол Льюїс  |
| Майк Еппс              | Луцій                  |
| ЛаТаня Річардсон       | Пауліна Льюїс-Прітчетт |
| Едді Леверт            | Джозеф                 |
| Мелба Мур              | Бессі Кулі             |
| Рю Маккланахан         | Ненсі Стрінгер         |

## Критика
Фільм отримав змішані відгуки. На Rotten Tomatoes його оцінки 42% на основі 111 відгуків від критиків і 66% від більш ніж 25 000 глядачів.

## Нагороди
Фільм отримав премію «NAACP Image Award».
Куба Гудінг (молодший) був номінований на премію «Золота малина» 2004 року як «Найгірший актор». Бейонсе отримала кілька номінацій на премії як «Найкраща акторка».